# Tal Burstein
Tal Burstein (en hebreo: טל בורשטיין‎; Petaj Tikva, Israel, 19 de febrero de 1980) es un jugador israelí de baloncesto. Juega de alero y se encuentra retirado actualmente, después de haber militado 11 años en el Maccabi Tel Aviv de la liga de Israel y un año intercalado en el Baloncesto Fuenlabrada de la ACB.

## Clubes
- Bnei Herzliya : 1997-2000
- Maccabi Tel Aviv : 2000-2009
- Baloncesto Fuenlabrada de la Liga ACB 2009
- Maccabi Tel Aviv :  2010-2012

## Palmarés
- 2 títulos de campeón de la Euroliga (2004 y 2005)
- 1 de la Suproleague (2001)
- 8 campeonatos de Liga de Israel
- 6 Copas de Israel.
- Campeón de la ABA Liga (2012)
- Ha disputado tres campeonatos de Europa con la Selección de baloncesto de Israel. En el finalizado de Polonia 2009 ha promediado 14,3 puntos, 2,3 rebotes y 2 asistencias por partido.